# RFL Championship 1896-97
La Northern Rugby Football Union Championship de 1896-97 fue la segunda temporada del torneo de rugby league más importante de Inglaterra.

## Formato
El torneo fue dividido en dos campeonatos, el del condado de Lancashire y el de Yorkshire, cada uno determino su campeón, por lo tanto en esta temporada no hubo un campeón nacional, título que recién se recuperaría en la temporada  1901-02.

## Desarrollo

### Lancashire League
| Pos. | Equipo            | Encuentros | Encuentros | Encuentros | Encuentros | Tantos | Tantos | Tantos | Puntos |
| Pos. | Equipo            | PJ         | PG         | PE         | PP         | F      | C      | Dif    | Puntos |
| ---- | ----------------- | ---------- | ---------- | ---------- | ---------- | ------ | ------ | ------ | ------ |
| 1.º  | Broughton Rangers | 26         | 19         | 5          | 2          | 201    | 52     | +149   | 43     |
| 2.º  | Oldham RLFC       | 26         | 20         | 2          | 4          | 243    | 59     | +184   | 42     |
| 3    | Tyldesley FC      | 26         | 15         | 2          | 9          | 159    | 80     | +79    | 32     |
| 4    | Runcorn RFC       | 26         | 13         | 5          | 8          | 134    | 62     | +72    | 31     |
| 5    | Stockport         | 26         | 14         | 2          | 10         | 157    | 137    | +20    | 30     |
| 6    | Swinton Lions     | 26         | 12         | 5          | 9          | 125    | 82     | +43    | 29     |
| 7    | Warrington        | 26         | 11         | 5          | 10         | 100    | 124    | -24    | 27     |
| 8    | Leigh             | 26         | 11         | 4          | 11         | 105    | 147    | -42    | 26     |
| 9    | St. Helens        | 26         | 10         | 4          | 12         | 122    | 160    | -38    | 24     |
| 10   | Widnes            | 26         | 10         | 3          | 13         | 113    | 164    | -51    | 23     |
| 11   | Wigan             | 26         | 8          | 7          | 11         | 73     | 118    | -45    | 23     |
| 12   | Rochdale Hornets  | 26         | 8          | 1          | 17         | 121    | 167    | -46    | 17     |
| 13   | Salford           | 26         | 3          | 5          | 18         | 76     | 191    | -115   | 11     |
| 14   | Morecambe         | 26         | 3          | 0          | 23         | 52     | 238    | -186   | 6      |

|  | Campeón. |

### Yorkshire League
| Pos. | Equipo                   | Encuentros | Encuentros | Encuentros | Encuentros | Tantos | Tantos | Tantos | Puntos |
| Pos. | Equipo                   | PJ         | PG         | PE         | PP         | F      | C      | Dif    | Puntos |
| ---- | ------------------------ | ---------- | ---------- | ---------- | ---------- | ------ | ------ | ------ | ------ |
| 1    | Brighouse Rangers        | 30         | 22         | 4          | 4          | 213    | 68     | 145    | 48     |
| 2    | Manningham F.C.          | 30         | 21         | 4          | 5          | 291    | 129    | 162    | 46     |
| 3    | Halifax RLFC             | 30         | 18         | 4          | 8          | 219    | 112    | 107    | 40     |
| 4    | Hunslet FC               | 30         | 16         | 4          | 10         | 211    | 138    | 73     | 36     |
| 5    | Hull                     | 30         | 15         | 6          | 9          | 152    | 125    | 27     | 36     |
| 6    | Batley Bulldogs          | 30         | 15         | 5          | 10         | 164    | 126    | 38     | 35     |
| 7    | Bradford Park Avenue AFC | 30         | 15         | 3          | 12         | 170    | 157    | 13     | 33     |
| 8    | Wakefield Trinity        | 30         | 13         | 4          | 13         | 172    | 154    | 18     | 30     |
| 9    | Castleford               | 30         | 11         | 6          | 13         | 178    | 161    | 17     | 28     |
| 10   | Huddersfield             | 30         | 10         | 7          | 13         | 142    | 179    | -37    | 27     |
| 11   | Liversedge               | 30         | 13         | 0          | 17         | 176    | 233    | -57    | 26     |
| 12   | Leeds                    | 30         | 10         | 4          | 16         | 115    | 123    | -8     | 24     |
| 13   | Leeds Parish Church RFC  | 30         | 9          | 4          | 17         | 129    | 162    | -33    | 22     |
| 14   | Bramley RLFC             | 30         | 9          | 3          | 18         | 101    | 193    | -92    | 21     |
| 15   | Holbeck                  | 30         | 7          | 4          | 19         | 86     | 223    | -137   | 18     |
| 16   | Heckmondwike             | 30         | 3          | 4          | 23         | 72     | 308    | -236   | 10     |

|  | Campeón. |